# Stanley Morgan
(en) Statistiques sur pro-football-reference
Stanley Douglas Morgan (né le 17 février 1955) est un wide receiver de football américain des Patriots de la Nouvelle-Angleterre en National Football League. Morgan a joué presque toute sa carrière pour les Patriots de 1977 à 1989, avant de terminer sa carrière avec les Colts d'Indianapolis en 1990.

## Biographie

### Patriots de la Nouvelle-Angleterre
Sélectionné au 25e rang de la draft 1977 par les Patriots de la Nouvelle-Angleterre, Stanley Morgan devient rapidement l'un des meilleurs receveurs de la ligue. Lors de ses six premières saisons en NFL, il avance en moyenne de 20 yards par réception. Il est le meilleur receveur du championnat en yards en 1979, 1980 et 1981.
Sélectionné quatre fois au Pro Bowl (1979, 1980, 1986 et 1987), Stanley Morgan termine sa carrière avec 10 716 yards en 557 réceptions. Avec une moyenne de 19,2 yards par réception, il possède la meilleure moyenne parmi les receveurs qui ont reçu 500 passes et plus. Ses 10 352 yards d'avancée en réceptions de passes avec les Patriots représente le record de la franchise.
Morgan attrape six passes pour 51 yards lors du Super Bowl XX. Il fait partie du Hall of Fame des Patriots.